# Cedric Popkin
Cedric Bassett Popkin (Sydney, 20 de junho de 1890 - Tweed Heads, 26 de janeiro de 1968) foi um carpinteiro e piloto australiano, considerado como a pessoa mais provável por neutralizar e matar o ás alemão Manfred von Richthofen, conhecido como o "Barão Vermelho", em 21 de abril de 1918.  Popkin era da divisão antiaérea (AA) da Primeira Força imperial Australiana (First imperial Força Australian), durante a Primeira Guerra Mundial.

## A morte do "Barão Vermelho"
Por volta das 10h35 do dia 21 de abril, Richthofen, pilotando seu Fokker Dr. I vermelho, avistou Sopwith Camels do Esquadrão 209, Royal Air Force (RAF). Ele perseguiu um camel pilotado por um canadense, tenente Wilfrid May. Por sua vez, o Barão foi perseguido por outro piloto canadense, o capitão Roy Brown.
Os três aviões voaram sobre Morlancourt Ridge, no setor da 4ª Divisão, e Popkin - usando uma metralhadora Vickers - além de outros fuzileiros australianos dispararam contra Richthofen. O Barão foi atingido por um calibre 0,303 que passou diagonalmente da direita para a esquerda através do peito. Ele então fez uma aterrissagem apressada mas controlada, em um campo em uma colina perto da estrada Bray-Corbie , ao norte de Vaux-sur-Somme . Uma testemunha, o artilheiro George Ridgway , afirmou que quando ele e outros soldados australianos chegaram ao avião, Richthofen ainda estava vivo, mas morreu momentos depois.  Outra testemunha ocular, o sargento Ted Smout , relatou que a última palavra de Richthofen foi " kaputt " ("terminada") imediatamente antes de morrer.
A RAF creditou a "morte" a Brown, embora agora seja considerado quase certo por historiadores, médicos e especialistas em balística que Richthofen foi realmente morto por um artilheiro da AA que disparava do chão. A identidade da pessoa que matou o Barão permanece incerta; A munição 0,303 era a munição padrão para todas as metralhadoras e rifles usadas pelas forças do Império Britânico durante a Primeira Guerra Mundial. Muitos especialistas acreditam que o tiro provavelmente veio de Popkin,  embora alguns acreditem que William John "Snowy" Evans possa ter sido responsável . As autópsias revelaram que a ferida que matou o Barão foi causada por uma bala se movendo para cima. Foi relatado que uma bala .303 gasta foi encontrada dentro da roupa de Richthofen. Esses fatos, e o ângulo em que a bala passou pelo corpo de Richthofen, sugerem que ele foi morto por tiros de longa distância e baixa velocidade de uma arma terrestre. Muitos fuzileiros australianos também estavam atirando no Barão na época, então um deles pode ter disparado o tiro fatal. No entanto, Popkin era um artilheiro experiente na divisão antiaérea, o volume de tiro dos Vickers era muito maior (pelo menos 450 tiros por minuto) do que a ação de parafuso Lee – Enfield rifles (até 30 cartuchos por minuto) usados pela infantaria, e Popkin era o único artilheiro conhecido por disparar contra Richthofen pela direita e a uma longa distância, imediatamente antes de aterrissar.